# Мелковичи (Новгородская область)
Мелковичи — деревня в Батецком муниципальном районе Новгородской области, относится к Передольскому сельскому поселению.
Одно из старейших селений Новгородской области. Самое первое упоминание о Мелковичах в церковных записях : "..Остановился Рюрик на стоянку на горе Язвина близ Мелкович… "
Также запись о деревне Мелковичи упоминается на карте Шелонской пятины по писцовым книгам 1498—1576 г.г
Расположено у реки Киба (прежнее название Саба- приток р. Киба, объединённый общим названием), рядом с административной границей Новгородской и Ленинградской областями на автодороге из города Луга в посёлок Уторгош. Ближайшие деревни: Корокса — 0,7 км, Кчера — 2,2 км, Большое Войново — 3,8 км, Нежатицы — 4 км. р. Киба является частью торгового Лужского пути.
Краткие сведения о деревне Мелковичи описаны в книге «Сто новгородских сёл» П. М. Золина (2 выпуск, 1991 год).
«Деревня Мелковичи носит своё название, вероятнее всего по прозвищу одного из первых поселенцев Мелко. Что означало это прозвище неизвестно, но не стоит вести его от слова „мелкий“. О вероятности появления Мелковичей и ряда окрестных деревень около X в. н. э. говорят не только их названия и соответствующие археологические памятники, но и сравнительно крупные размеры к XVI в.
Среди деревень Косицкого погоста значились Мелковичи или Мышковичи.
До великого князя деревни принадлежали Якову и Патрикею Сукиным, да ещё Аркажскому монастырю (был под Новгородом с XII века). В деревне тогда имелись 5 тягловых дворов, но 15 хозяев: Савка Пахомов, Ивашко Палкин, Кондрат Логинов, Гридко и Федко Шиловы и другие. Они имели земли до 10 обеж (единица площади для поземельного налога в Новгородской земле в XV—XVI веках), ставили сена до 300 копен, сеяли до 50 коробей зерна».
Развалины Покровской церкви. Сохранился только остов колокольни. Деревянная Покровская церковь в селе Мелковичи была построена помещицей Мордвиновой 9 ноября 1739 г. В 1781 г была перестроена в каменную.
В ней было 3 престола: в честь Покрова Пресвятой Богородицы, Св. Николая Чудотворца и Св. Анны-Пророчицы и Симеона Богоприимца.
К церкви было приписано 10 часовен, церковной земли 37 десятин.
Приход составлял с. Мелковичи и деревни Корокса, Кчера, Крючево, Передки, сёла Михайловское и Б.Войново, Лежня, Селище, М.Войново, Крилы. Соответственно, жители этих деревень были в разное время похоронены на приходском, «старом» кладбище. В приходе было 360 дворов, 5 школ.
Настоятели церкви:
Воробьев Иоанн Павлович (около 1831 —), священник — 1867 -
Алексий, священник Заболотье Новоладожского уезда 1876—1884 -
Тихомиров Алексий ( — 2 мая 1907), священник Передольская 1886 — 2 мая 1907
Спановский Александр, священник 11 мая 1907 — 29 мая 1907
Румянцев Владимир, священник 5-15 июня 1907 — 5 марта 1913
Дамаскинский Виктор, священник 18 июня 1907 -
Румянцев Николай, священник опр. 16 мая 1913 — 7 марта 1915
Демидов Владимир, священник 11 марта 1915 диакон — священник- 10 мая 1917.
В войну церковь работала. Местные жители взорвали церковь на кирпичи, когда вернулись в сожжённую дотла деревню (сгорели даже все сады) ввиду отсутствия строительного материала. Кирпичами мостили окрестные дороги. Руины церкви в течение двух дней были утоплены на подъезде к торфяникам в 1963 году. Кирпичную ограду вокруг церкви разобрали в первую очередь. С южной стороны от храма, на границе кладбища сохранились каменные ступени, служившие входом на церковную территорию.
Колокольню взорвать не смогли из-за чрезвычайной крепости её кладки. У основания хорошо видны последствия взрыва. Поражает высота колокольни — это, было, по-видимому, самое высокое сооружение во всей округе. За почти 250 лет с момента постройки она даже не наклонилась. Сейчас от церкви ничего не осталось, кроме остатков кладки в земле. Согласно легенде колокола церкви неделю гудели перед тем как их сняли, а люди, причастные к разорению церкви погибали от страшных болезней. В 1990-е годы рухнул шатёр колокольни с крестом.
В годы Великой Отечественной войны 1941—1945 гг., в феврале 1944 года в этих краях происходили ожесточенные бои. Мелковичи дважды переходило из рук в руки и только при третьем штурме нескольких частей в составе 59-й и 8-й советских армий к утру 16 февраля 1944 года село было освобождено. Об этом тяжелом кровопролитном столкновении, длившемся почти 20 дней, нет ни одной записи на самых известных порталах и сайтах о Великой Отечественной.
После войны, в округе самой деревни Мелковичи и в радиусе 10 км было много оставлено братских могил со звездочками. Некоторые захоронения были перенесены на центральный памятник в самой деревне.
В братской могиле д. Мелковичи, по сведениям военкомата на 27.11.1987 года похоронено 236 военнослужащих Красной Армии. Номера воинских частей, к которым принадлежали воины, не были установлены.
В 2007 г. поисковиками были обнаружены останки 79 воинов и перезахоронены на центральном захоронении в д. Мелковичи.
В 2020 г. были обнаружены и захоронены ещё 9 советских воинов, одного из бойцов нашла жительница деревни на территории усадьбы.
Работа поисковиков и волонтеров по поднятию всех воинов, павших и пропавших без вести на полях сражений в округе д. Мелковичи, восстановлению и увековечению их имен продолжается.
В Мелковичи есть магазин, ФАП, библиотека. Ближайшая школа в с. Передольская.
Транспортное сообщение с г. В. Новгород автобусное (утренний и вечерний рейс). До ближайшего крупного населенного пункта -г. Луга только такси.
В 2021—2022 г.г. была полностью заасфальтирована ул. Центральная.

## Население
| 1862 | 2010 |
| ---- | ---- |
| 328  | ↘179 |

## Известные уроженцы села
- Красавин, Юрий Васильевич (1938—2013) — советский и российский писатель.